# Hypothyris gemella
Espèce
Hypothyris gemella est un insecte lépidoptère  de la famille des Nymphalidae, de la sous-famille des Danainae et du genre Hypothyris.

## Dénomination
Hypothyris gemella a été décrit par Fox en 1971.

### Sous-espèces
- Hypothyris gemella gemella; présent en Guyana.
- Hypothyris gemella ssp; présent au Venezuela
- Hypothyris gemella ssp; présent au Brésil[1].

## Écologie et distribution
Hypothyris gemella est présent au Brésil, au Venezuela, en Guyana et en Guyane.

### Protection
Pas de statut de protection particulier.